# Mesochorus parvus
Mesochorus parvus là một loài tò vò trong họ Ichneumonidae.